# Herb gminy Gołymin-Ośrodek
Herb gminy Gołymin-Ośrodek – jeden z symboli gminy Gołymin-Ośrodek, autorstwa Roberta Szydlika, ustanowiony 24 sierpnia 2019.

## Wygląd i symbolika
Herb przedstawia na tarczy w polu błękitnym krzyż złoty opleciony srebrną szarfą w literę S a na lewo pół lwa złotego, który dzierży w łapach srebrną obręcz - Prawdę.